# Манник большой
Манник большой (лат. Glycéria máxima) — многолетнее травянистое растение, вид рода Манник (Glyceria) семейства Злаки (Poaceae), произрастающее на влажных участках, часто непосредственно в водоемах с небольшим течением.

## Распространение и экология
Естественный ареал манника охватывает территорию Европу и умеренных широт Азии, в частности Западной Сибири, Кавказа и Турции. Впоследствии растение распространилась и на территории Северной Америки, Австралии и Новой Зеландии.
Растение произрастает на сырых и заболоченных лугах, болотах, на берегах водоемов и непосредственно в озерах, прудах, старицах, руслах рек на глубине 20-50, иногда 150 см. Часто образует заросли.

## Ботаническое описание

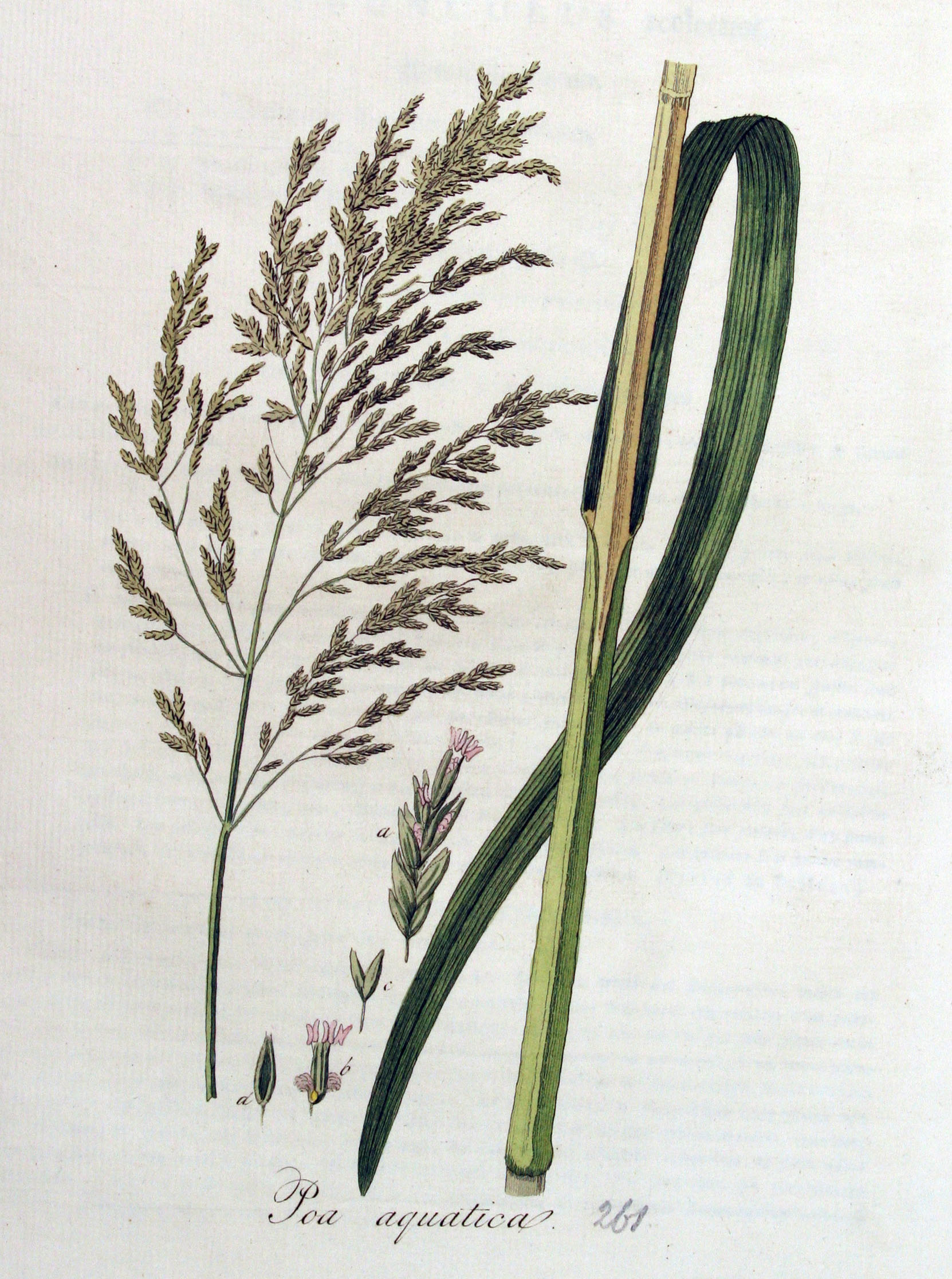
Манник крупный в книге Flora Batava 1822 года

Многолетнее злаковое травянистое растение с прямостоячим крепким, грубым стеблем 10-12 мм в диаметре, достигающее в высоту 100—150, иногда 200 см. Листья зеленые, широколинейные, шириной 5-12 мм, шероховатые, с редкими шипиками, язычок 3-5 мм длиной, заостренный. В проточных водоемах встречается стерильная форма с лентовидными листьями до 50 см длиной.
Корневище ползучее, длиной до 50 см.
Соцветие — густая метёлка 20-40 длиной, веточки её в мутовках по 4-10, прижатые к оси или отклонённые. Колоски зеленые, бурые или фиолетовые длиной до 15 мм, 5-9-цветковые. Нижняя цветочная чешуя 3-3,5 мм длиной, с семью сильно выступающими жилками, покрытыми шипиками. Тычинок три; пыльники 1,5-2 мм длиной, жёлтые.
Цветёт в июне — июле, созревает в июле — августе. Размножается семенами и вегетативно — корневищами. Анемофил.

## Значение и применение
Манник — кормовой злак, однако как корм используют только до цветения. Позже он грубеет и поражается листовой головней, которая образует на листьях узкие черные полоски. Грибок в свежем состоянии ядовит для скота, поэтому употребление таких свежих растений опасно для животных. В сене головня безвредна.
В начале вегетации поедается европейским лосём (Alces alces Linnaeus).
Манник используется для укрепления берегов. Его солома может использоваться для покрытия небольших зданий. Зерно растения можно использовать в пищу.